# ニコニコ町会議
ニコニコ町会議（ニコニコちょうかいぎ）は、2012年から2022年まで開催されていた株式会社ドワンゴが主催するニコニコ動画の参加型複合催事である。2023年より事実上の開催休止状態となっている。
コンセプトは「あなたの町のニコニコに会いに行く」。

## 概要
本イベントは「ニコニコカーを旗艦とする『地域巻き込み型移動式文化祭』をイメージとするニコニコ超会議の超濃縮版」として位置づけられ、全国各地の既存の夏祭りに併設する形で開催される。開催地はユーザーからの応募を元に決定され、当日は超会議と同様、「歌ってみた」や「踊ってみた」、ゲーム実況などが行われる。

## ニコニコカー
本イベントで使用されるラッピングカー。内部にはニコニコ生放送で配信するための機材が搭載されている。ナンバープレートはいずれも「25-25」で統一されている。

### 初号機
トヨタ・ハイエース100系のワーゲンバス仕様がベースとなっている。車体のラッピングデザインは2011年8月5日 - 8月29日にかけてニコニコ静画上で募集した結果、ano2氏の物 が採用された。
2014年の全国ツアーをもって引退、その後引き取り手がつかず廃車となった。

### 弐号機
トヨタ・ハイエースグランドキャビンがベースとなっている。「世界最強（自称）の車載カー」をコンセプトに制作された。車体のラッピングデザインは2013年3月7日 - 4月7日にかけてニコニコ静画上で募集した結果、にゃば氏 とやるお@生主氏 の物をベースにしたデザインとなった。

### 参号機
スズキ・ハスラーがベースになっている。初号機・弐号機と異なり、ラッピングデザインは公募されなかった。5台一組で運用されており、それぞれ役割は異なっていた。
2019年を以て引退。

## 開催地

### 2012年度
| 開催日   | 開催地             | 併催イベント             | 備考     |
| -------- | ------------------ | ------------------------ | -------- |
| 7月29日  | 鳥取県八頭町       | 第8回八頭町きらめき祭    |          |
| 8月5日   | 佐賀県唐津市呼子町 | 水光呼子港まつり         |          |
| 8月11日  | 北海道長万部町     | 飯生神社例大祭           |          |
| 8月16日  | 福島県三春町       | 三春盆祭り               |          |
| 8月30日  | 東京都八丈島       | 離島甲子園               |          |
| 10月16日 | 島根県松江市向島町 | しまね町村フェスティバル | 追加開催 |
| 11月18日 | 愛知県名古屋市栄   | -                        | 追加開催 |

### 2013年度
| 開催日             | 開催地                       | 併催イベント       | 備考     |
| ------------------ | ---------------------------- | ------------------ | -------- |
| 7月14日            | 岩手県洋野町                 | たねいちウニ祭り   |          |
| 7月27日            | 香川県琴平町                 | こんぴら夏まつり   |          |
| 8月4日             | 鹿児島県さつま町             | さつま町夏まつり   |          |
| 8月10日            | 島根県出雲市平田町           | 平田まつり         |          |
| 8月15日            | 山形県高畠町                 | たかはた夏まつり   |          |
| 8月25日            | 長崎県諫早市小長井町         | こながいまつり     | 追加開催 |
| 9月7日             | 北海道室蘭市                 | スワンフェスタ2013 |          |
| 9月25日            | 愛知県名古屋市栄             | 久屋大通り秋まつり | 追加開催 |
| 11月10日           | 大阪府湊町リバープレイス     | -                  | 追加開催 |
| 2014年3月22 - 23日 | 沖縄県宜野湾市ラフピータウン | 沖縄国際映画祭     | 追加開催 |

### 2014年度
| 開催日  | 開催地             | 併催イベント                      | 備考                                                                |
| ------- | ------------------ | --------------------------------- | ------------------------------------------------------------------- |
| 7月19日 | 長野県須坂市横町   | 須坂カッタカタ祭り                |                                                                     |
| 7月27日 | 宮崎県西都市       | 西都夏祭り                        |                                                                     |
| 8月3日  | 愛媛県宇和島市     | 宇和島Hawaiianフェスタ            |                                                                     |
| 8月9日  | 福井県あわら市     | あわら温泉第9回あわら湯かけまつり |                                                                     |
| 8月16日 | 宮城県富谷町       | おもしれぇがら来てけさ in 富谷    |                                                                     |
| 8月24日 | 兵庫県新温泉町     | 湯村の火祭り                      |                                                                     |
| 8月30日 | 山口県下関市豊北町 | 豊北夏まつり                      | 当初は2013年8月31日の開催を予定していたが、台風により中止となった。 |
| 9月7日  | 秋田県仙北市       | 角館祭りのやま行事                |                                                                     |
| 9月13日 | 栃木県日光市       | 月あかり花回廊 第5章              |                                                                     |
| 9月20日 | 東京都檜原村       | 檜原ニコニコ祭り                  | 当初は2013年9月16日の開催を予定していたが、台風により中止となった。 |
| 9月28日 | 愛知県名古屋市栄   | 久屋大通り秋まつり                | 追加開催                                                            |
| 11月1日 | 大阪府大阪市       | 水都大阪ミナミフェスティバル2014  | 追加開催                                                            |

### 2015年度
| 開催日   | 開催地           | 併催イベント                           | 備考 |
| -------- | ---------------- | -------------------------------------- | ---- |
| 7月18日  | 岩手県平泉町     | ひらいずみ夜祭り                       |      |
| 8月2日   | 高知県いの町     | いの町民祭仁淀川まつり                 |      |
| 8月8日   | 広島県安芸太田町 | ふれあい戸河内まつり                   |      |
| 8月22日  | 石川県能登町     | ござれ祭り                             |      |
| 8月30日  | 長野県上田市     | 上田城夏まつり                         |      |
| 9月13日  | 福岡県福岡市     | Bayside Festival                       |      |
| 9月26日  | 北海道札幌市     | さっぽろオータムフェスト               |      |
| 10月11日 | 愛知県名古屋市栄 | 久屋大通り秋まつり                     |      |
| 10月18日 | 沖縄県うるま市   | うるま祭り                             |      |
| 11月8日  | 大阪府大阪市     | 水都大阪ミナ！キタ！フェスティバル2015 |      |

### 2016年度
| 開催日   | 開催地               | 併催イベント                     | 備考 |
| -------- | -------------------- | -------------------------------- | ---- |
| 7月17日  | 滋賀県彦根市         | 彦根ゆかたまつり                 |      |
| 7月31日  | 大分県大分市稙田地区 | ななせの火群まつり               |      |
| 8月7日   | 徳島県美馬市         | 平成28年度第29回穴吹川筏下り大会 |      |
| 8月14日  | 宮城県大崎市         | 鹿島台わらじまつり               |      |
| 8月27日  | 岡山県吉備中央町     | 吉備高原鬼伝祭                   |      |
| 9月18日  | 富山県南砺市         | 城端むぎや祭                     |      |
| 10月1日  | 北海道函館市         | 函館いか祭り                     |      |
| 10月9日  | 愛知県名古屋市栄     | 久屋大通り秋まつり               |      |
| 11月13日 | 大阪府大阪市         | ニコニコ町会議 in 水都大阪2016   |      |

### 2017年度
| 開催日   | 開催地             | 併催イベント            | 備考 |
| -------- | ------------------ | ----------------------- | ---- |
| 8月12日  | 青森県三戸郡南部町 | 南部まつり              |      |
| 8月20日  | 福岡県久留米市     | くるめ サブカルまつり！ |      |
| 8月27日  | 広島県熊野町       | 筆の里工房夏祭り        |      |
| 9月2日   | 新潟県新潟市西蒲区 | わらアート祭り          |      |
| 9月17日  | 北海道旭川市       | 北の恵み 食べマルシェ   |      |
| 9月24日  | 愛知県名古屋市栄   | 久屋大通り秋まつり      |      |
| 10月21日 | 大阪府吹田市       | 大阪文化芸術フェス      |      |

### 2018年度
| 開催日   | 開催地           | 併催イベント                    | 備考 |
| -------- | ---------------- | ------------------------------- | ---- |
| 7月8日   | 三重県多気町     | おたコス おいないTakiコスプレ祭 |      |
| 7月21日  | 島根県邑南町     | みずほ夏祭り                    |      |
| 7月28日  | 秋田県由利本荘市 | やしま夏まつり                  |      |
| 8月4日   | 石川県津幡町     | つばた町民八朔まつり            |      |
| 8月14日  | 岩手県岩手町     | 岩手町夏まつり                  |      |
| 8月19日  | 香川県丸亀市     | 丸亀城サマーフェスタ            |      |
| 8月25日  | 熊本県長洲町     | のしこら祭2018                  |      |
| 9月2日   | 福井県敦賀市     | 敦賀まつり                      |      |
| 9月17日  | 福島県郡山市     | 磐梯熱海 おもてなし温泉彩       |      |
| 9月23日  | 愛知県名古屋市栄 | 久屋大通り秋まつり              |      |
| 9月29日  | 愛媛県松山市     | 愛・野球博                      |      |
| 10月8日  | 山口県周南市     | 萌えサミット                    |      |
| 10月21日 | 大阪府吹田市     | 大阪文化芸術フェス2018          |      |

### 2019年度
| 開催日   | 開催地         | 併催イベント                   | 備考 |
| -------- | -------------- | ------------------------------ | ---- |
| 7月13日  | 徳島県小松島市 | 小松島港まつり                 |      |
| 7月27日  | 秋田県仙北市   | たざわ湖・龍神まつり           |      |
| 8月4日   | 宮崎県宮崎市   | みやざきグルメとランタンナイト |      |
| 8月17日  | 福岡県福岡市   | 福岡サブカルまつり             |      |
| 9月7日   | 愛知県名古屋市 | 名古屋サブカル夏祭り           |      |
| 9月14日  | 群馬県東吾妻町 | 東吾妻ふるさと祭り             |      |
| 10月19日 | 沖縄県うるま市 | うるま祭り                     |      |
| 10月27日 | 大阪府吹田市   | 大阪文化芸術フェス2019         |      |

この他、10月13日に新潟県新潟市のがたふぇすでも開催予定だったが、東日本台風により中止となった。

### 2020年度
新型コロナウイルス感染症の影響で祭りの中止が相次いだこともあって中止。代替として「ニコニコネット超会議2020夏」において一部企画を実施。

### 2021年度
2020年と同様、新型コロナウイルス感染症の影響で祭りの中止が相次いだこともあってリアル開催を中止。代替として「ニコニコネット町会議 全国ツアー2021」として8月13 - 15日にオンラインで実施。

### 2022年度
2022年度は、8月9日に配信された「週刊ニコニコインフォ 第86号」のエンディングにおいて、新型コロナウイルス感染症の影響により通常版は開催中止となったことが発表された。オンライン開催にあたる「ニコニコネット町会議」についても行われず、初の全面中止となった。
だが、10月13日、ドワンゴは武蔵野回廊文化祭を、2022年11月12日・13日に開催するとともに、ニコニコ町会議2022特別版を行う事が発表され、開催された。

### 2023年度以降
運営上の都合により、2023年度以降はオンライン開催を含めて一度も開催されておらず、事実上の開催休止状態となっている。

## 関連イベント
- ニコニコ大会議
- ニコニコ超会議
- ニコニコ超パーティー
- 闘会議